# Kiskő-oldali 2. sz. barlang
A Kiskő-oldali 2. sz. barlang a Duna–Ipoly Nemzeti Parkban lévő Gerecsei Tájvédelmi Körzetben, Bajót külterületén található egyik barlang. Előfordulnak benne denevérek.

## Leírás
A Gerecse hegységben, Bajót külterületén, az Öreg-kő K-i részterületét alkotó Kiskő-oldal D-i oldalában elhelyezkedő felhagyott kőfejtőben, erdőben van a barlang 1,6 m széles és 0,7 m magas bejárata. Bejárati kuszodája 2,5 m után egy 6,5 m hosszú és 3 m széles teremben ér véget. A terem felső részéből két rövid mellékjárat, alján szűk kis akna kezdődik, amely egy teljesen elszűkülő és kettéágazó járatban fejeződik be. A barlang felső triász, vastagpados dachsteini mészkőben lévő ÉK–DNy-i irányú törésvonal mentén keletkezett karsztvízszint alatti oldódás miatt. Megfigyelhető az üregrendszerben kalcitkéreg és borsókő, amelyek kis foltokban díszítik a falait.
Kimondottan száraz, de jellege és mérete miatt a külszíni meteorológiai hatások nagyon érvényesülnek az üregben. Szabadon megtekinthető. A Gerecse Barlangkutató és Természetvédő Egyesület által végzett denevér-megfigyelések során egy kis patkósdenevér lett megfigyelve a barlangban. Az észlelési adatok és a néha megtalálható friss ürülék miatt az üreg feltételesen kis faj- és egyedszámú alkalmi téli denevér-szálláshelynek tekinthető.
1994-ben volt először Kiskő-oldali 2. sz. barlangnak nevezve a barlang az irodalmában. Előfordul a barlang az irodalmában Kiskő-oldali 2.sz. barlang (Székely 1994) néven is.

## Kutatástörténet
Az 1959-ben kiadott Gerecse útikalauzban meg van említve, hogy a Gerecse hegységben az ismertebb barlangokon kívül pl. sok kisebb barlang, hasadék, kőfülke és víznyelő van, pl. a bajóti Kiskő-oldalon. A Vértes László Karszt- és Barlangkutató Csoport az 1986. január 19-i barlangbejáráskor megállapította, hogy nincs a barlangban denevér. Az 1989. január 15-i és az 1989. augusztus 12-i barlangbejárásokkor a Gerecse Barlangkutató Egyesület megállapította, hogy nincs a barlangban denevér.
Az 1994. évi Limesben publikált, Székely Kinga által írt tanulmányban az lett közölve, hogy a 4661/15 barlangkataszteri számú Kiskő-oldali 2.sz. barlang Bertalan Károly barlangleltárában nincs benne. A Barlangtani Intézetben a barlangnak nincs kataszteri törzslapja, térképe, fényképe és irodalmi törzslapja, de kutatási törzslapja van. Az 1994. évi Limesben napvilágot látott, Juhász Márton által készített összeállítás szerint a Kiskő-oldali 2. sz. barlangban az 1986 és 1994 között végzett 9 téli és 8 nyári denevér-ellenőrzés közül csak 1 téli volt eredményes. Ekkor, 1988. január 24-én egy kis patkósdenevért figyeltek meg a barlangban. A denevér-megfigyelés és a rendszeresen látható ürüléknyomok alapján alkalmi téli szálláshelynek tekinthető a barlang.
Az 1998. január 24-i, az 1998. július 27-i, a 2001. február 10-i, a 2001. május 13-i, a 2002. február 17-i, a 2002. augusztus 15-i, a 2003. január 26-i és a 2003. június 28-i barlangbejárásokkor a Gerecse Barlangkutató és Természetvédő Egyesület megállapította, hogy nincs a barlangban denevér.
2003-ban a Duna–Ipoly Nemzeti Park Igazgatóság megbízásából, az Országos Barlangnyilvántartás részére Kovács Jenő és Kovács Richárd (az Ariadne Karszt- és Barlangkutató Egyesület tagjai) készítették el a barlang térképeit. Kovács Jenő mérte fel a barlangot, majd Kovács Jenő megrajzolta, Kovács Richárd megszerkesztette a felmérés felhasználásával a Kiskő-oldali 2. sz. barlang alaprajz térképét és keresztmetszet térképét. A térképlapon jelölve van az É-i irány. Az alaprajz térképen látható a keresztmetszet elhelyezkedése a barlangban. A felmérés szerint a 4661-15 barlangkataszteri számú Kiskő-oldali 2. sz. barlang 17 m hosszú, 4,9 m mély és 2,8 m magas.
A barlang 2003. július 6-án készült barlang-nyilvántartólapja szerint, amely helyszíni szemle, illetve BTI kataszteri felvétel alapján készült, a Kiskő-oldali 2. sz. barlang (Komárom-Esztergom megye, Bajót, Keleti-Gerecse) barlangkataszteri száma 4661-15. Koordináták: X: 645,140 7, Y: 264758, 8, Z: 243 m. A részletesen felmért barlang 17 m hosszú, 7,7 m függőleges kiterjedésű, 2,8 m magas, 4,9 m mély és 9,4 m vízszintes kiterjedésű. A barlang bejárata a Bajót szomszédságában lévő Öreg-kő Ny-i oldalában fekvő felhagyott kőfejtő ÉNy-i sarkában, 243 m tszf. magasságban helyezkedik el. Az 1,6 m széles, 0,7 m magas, szabálytalan alakú, bontott jellegű, vízszintes tengelyirányú barlangbejárat a kőfejtő falában 2 m magasságban nyílik. Könnyű sziklamászással lehet feljutni a barlangbejárathoz.

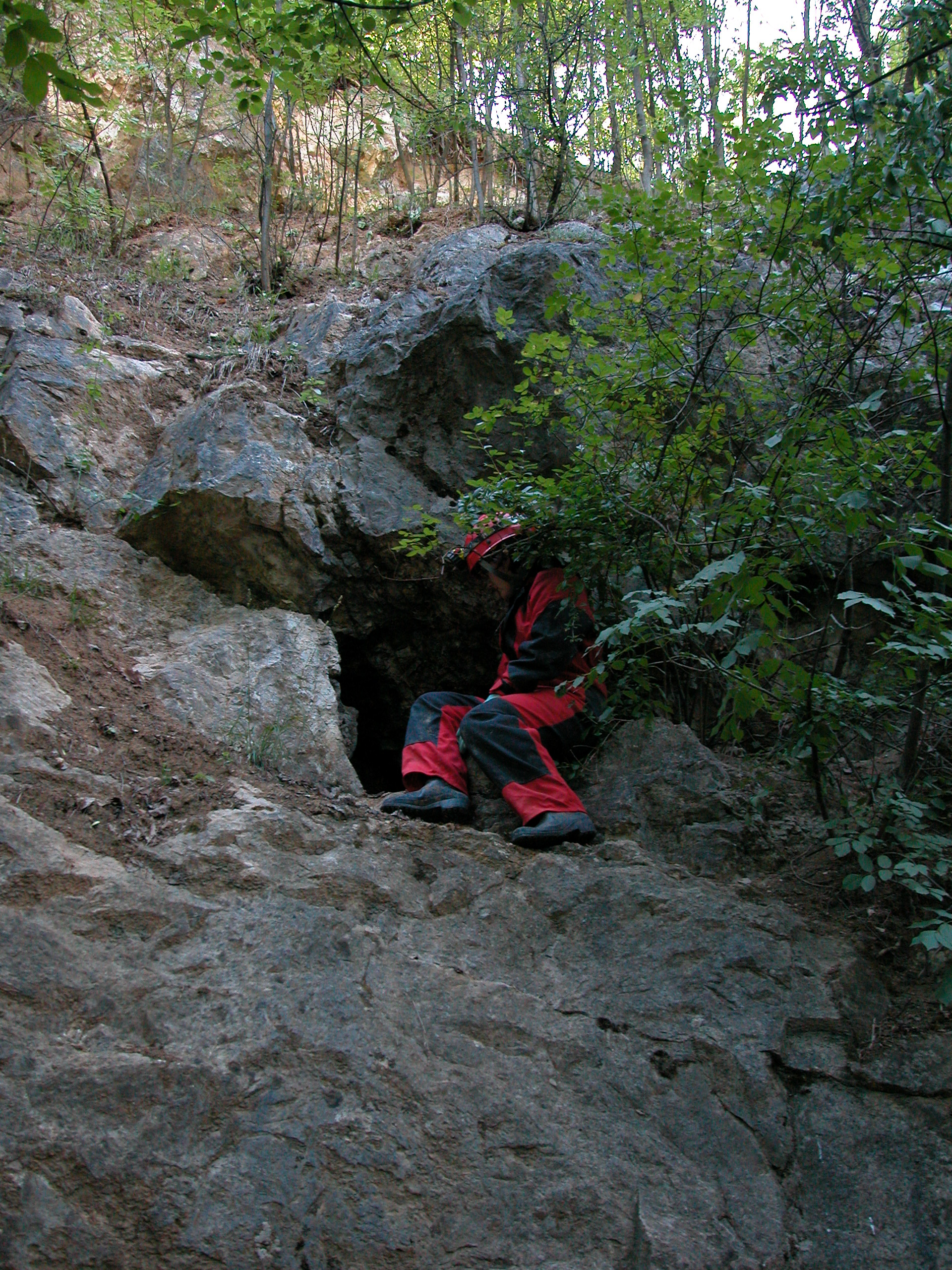
A Kiskő-oldali 2. sz. barlang bejárata 2003-ban

Triász dachsteini mészkőben jött létre a barlang karsztvízszint alatti oldódás miatt. (A barlang jelenleg inaktív hidrológiai szempontból.) Nem befolyásolta előkészítő tényező a barlang kialakulását. A kétszintes és egyszerű térformájú barlang lejtésviszonyai változóak. A barlang jellemző szelvénytípusa a szabálytalan. Kürtő, akna és gömbüst van benne. Ép kalcitkristály és kevés, de ép kondenz borsókő látható falain. Omladék, kőzettörmelék és sok agyag van az üregben. Megfigyelt állatok: puhatestű, pók, rovar, denevér, béka, madártollak, siklótetem és rókaürülék. Hulladék is előfordul a barlangban. Légáramlás és szén-dioxid tartalom érzékszervileg nem állapítható meg. Az irodalomban először 1994-ben lett említve a barlang. A könnyű sétával, majd könnyű sziklamászással megközelíthető barlang könnyen, barlangjáró alapfelszereléssel járható. Jogi státusz: a természetvédelemről szóló 1961. évi 18. sz. tvr. Illetékes természetvédelmi hatóság: Duna–Ipoly Nemzeti Park Igazgatóság. A barlang kicsit van megváltoztatva, ásványkiválásai gyakorlatilag érintetlenek, aljzata pedig taposott, mélyített.
A bejárat mögött van egy kis terem, aminek aljzatát agyagos kőtörmelék, illetve avar és növénytörmelék fedi. A bejárat közelében lévő falak, melyek algásak, mohásak, kalcitkristállyal és némi kondenz borsókővel vannak díszítve. A bejárattól beljebb található falakon hajszálgyökerek figyelhetők meg. A száraz kis barlangban sok állat él (róka is), ezért bejárására csak megszállott kutatók vállalkozzanak. Ide hordja be zsákmányát a róka, emiatt büdös van az üregben. A teremből lefelé egy szűk kis (2 m-es) akna indul, ami egy szűk, kettéágazó alsó járatban ér véget. Az itt hagyott két vödör bizonyítja, hogy egykor bontómunka történt ezen a helyen. A róka miatt nem ajánlott a szabadon megtekinthető barlang látogatása. Az 1994. évi Limesben ismertetve van a barlang pár sorban. A barlangot nem kell megkülönböztetetten védeni, nem érdemes tovább kutatni. A barlang nyilvántartólapjához kapcsolódó dokumentumok: bejárati fotó papírképen és digitális formában. 1:100 méretarányú térkép alaprajz, keresztmetszet (nyomtatott és digitális formában). 10.000 méretarányú felszíni térkép. A barlang poligonja és felmérési jegyzőkönyve digitális formában.
A 2004. január 24-i, a 2004. augusztus 21-i, a 2006. február 12-i és a 2006. július 29-i barlangbejárásokkor a Gerecse Barlangkutató és Természetvédő Egyesület megállapította, hogy nincs a barlangban denevér.
A Juhász Márton által 2007-ben írt tanulmányban az olvasható, hogy a Bajóton (Komárom-Esztergom megye) elhelyezkedő Kiskő-oldali 2.sz. barlang közhiteles barlangnyilvántartási száma 4661-15, UTM-kódja CT18C3. A barlang 17 m hosszú, 7,7 m függőleges kiterjedésű, 4,9 m mély és 2,8 m magas. A barlangban a Gerecse Barlangkutató és Természetvédő Egyesület 1986 és 2006 között 18 téli, 3 tavaszi, 18 nyári és 2 őszi (összesen 41) denevér-megfigyelést végzett, melyek közül csak 1 téli volt eredményes. 1988. január 24-én kis patkósdenevér (Rhinolophus hipposideros) 1 egyedét észlelték az alsó végpont közelében. A szabadon látogatható barlangot nehéz megközelíteni és megtalálni, emiatt nem fenyegeti számottevő emberi zavarás. Jelenleg nincs szükség védelmi intézkedésre, beavatkozásra.
A 2009. január 30-i, a 2009. június 23-i, a 2010. február 17-i, a 2010. július 1-i, a 2011. június 30-i, a 2011. december 28-i, a 2012. június 29-i, a 2012. december 27-i, a 2013. június 15-i és a 2013. december 30-i barlangbejárásokkor a Gerecse Barlangkutató és Természetvédő Egyesület megállapította, hogy nincs a barlangban denevér.

## Denevér-megfigyelések
| Denevér-megfigyelések (1986–2013) |            |
| --- | ---------- |
| \| Dátum \| Rhin. hip. \| \| ------------------- \| ---------- \| \| 1986. január 19. \| – \| \| 1988. január 24. \| 1 \| \| 1989. január 15. \| – \| \| 1989. augusztus 12. \| – \| \| 1998. január 24. \| – \| \| 1998. július 27. \| – \| \| 2001. február 10. \| – \| \| 2001. május 13. \| – \| \| 2002. február 17. \| – \| \| 2002. augusztus 15. \| – \| \| 2003. január 26. \| – \| \| 2003. június 28. \| – \| \| 2004. január 24. \| – \| \| 2004. augusztus 21. \| – \| \| 2006. február 12. \| – \| \| 2006. július 29. \| – \| \| 2009. január 30. \| – \| \| 2009. június 23. \| – \| \| 2010. február 17. \| – \| \| 2010. július 1. \| – \| \| 2011. június 30. \| – \| \| 2011. december 28. \| – \| \| 2012. június 29. \| – \| \| 2012. december 27. \| – \| \| 2013. június 15. \| – \| \| 2013. december 30. \| – \| |            |
| Dátum | Rhin. hip. |
| 1986. január 19. | –          |
| 1988. január 24. | 1          |
| 1989. január 15. | –          |
| 1989. augusztus 12. | –          |
| 1998. január 24. | –          |
| 1998. július 27. | –          |
| 2001. február 10. | –          |
| 2001. május 13. | –          |
| 2002. február 17. | –          |
| 2002. augusztus 15. | –          |
| 2003. január 26. | –          |
| 2003. június 28. | –          |
| 2004. január 24. | –          |
| 2004. augusztus 21. | –          |
| 2006. február 12. | –          |
| 2006. július 29. | –          |
| 2009. január 30. | –          |
| 2009. június 23. | –          |
| 2010. február 17. | –          |
| 2010. július 1. | –          |
| 2011. június 30. | –          |
| 2011. december 28. | –          |
| 2012. június 29. | –          |
| 2012. december 27. | –          |
| 2013. június 15. | –          |
| 2013. december 30. | –          |